# Orgyia postica
Orgyia postica är en fjärilsart som beskrevs av Walker 1855. Orgyia postica ingår i släktet fjädertofsspinnare, och familjen tofsspinnare. Inga underarter finns listade i Catalogue of Life.

## Bildgalleri

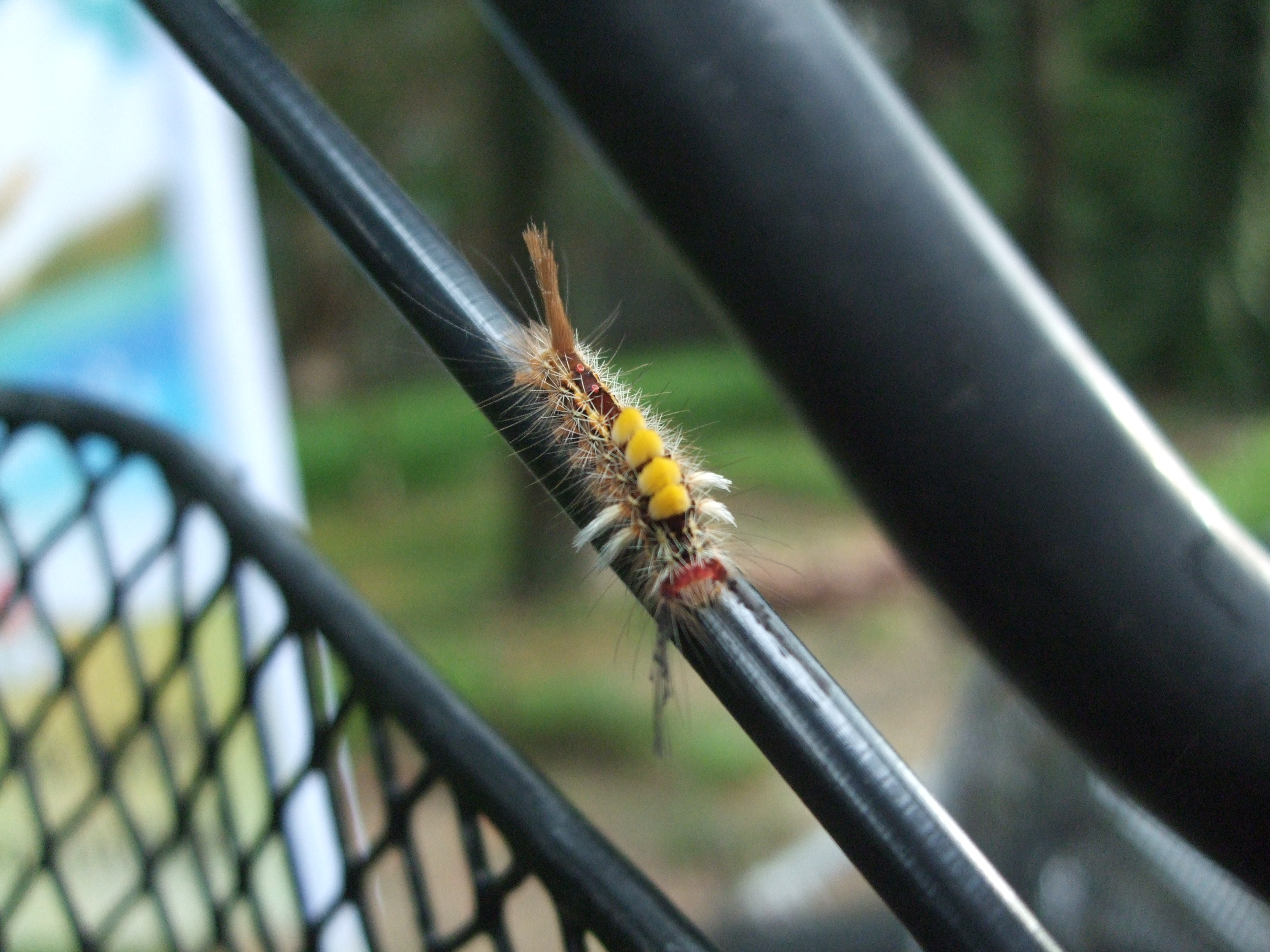
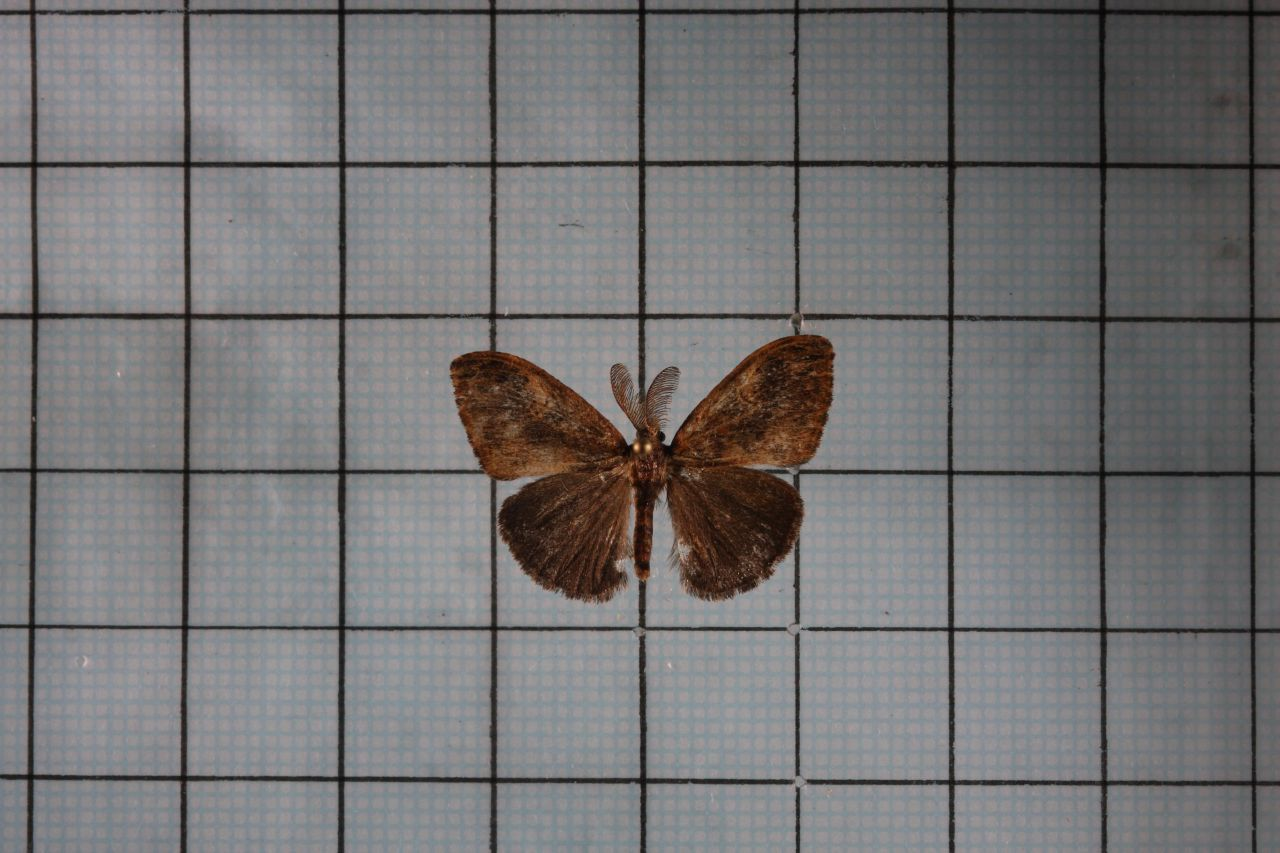